# Jorge Zorreguieta
Jorge Horacio Zorreguieta (Buenos Aires, Argentina, 18 de enero de 1928-Buenos Aires, 8 de agosto de 2017) fue un político y empresario argentino. Fue secretario de Agricultura y Ganadería de Argentina entre 1979 y 1981 durante la  última dictadura cívico-militar. Era padre de la reina consorte Máxima de los Países Bajos, esposa del rey Guillermo Alejandro.

## Biografía
Desde 1960 Zorreguieta desempeñó diversos cargos en las organizaciones empresariales argentinas pertenecientes a los grandes propietarios de tierras. Entre ellas fue secretario de Confederaciones Rurales Argentinas y de la Sociedad Rural Argentina, así como presidente de la Comisión Coordinadora de Entidades Agropecuarias.

### Participación en la dictadura militar
Zorreguieta fue miembro activo de la Sociedad Rural Argentina y lobbista ante el gobierno.

En el 76 los civiles van más allá: arman ―al solo fin dictatorial― la Asamblea Gremial Empresaria (APEGE), donde confluyen los grandes grupos empresarios y la Sociedad Rural. Ahí juegan fuerte Jorge Aguado, Jorge Zorreguieta, Armando Braun, Celedonio Pereda y Osvaldo Cornide, entre otros.
Vicente Muleiro, en 1976: el golpe civil

Fue su paso por tres puestos clave donde se formó como uno de los principales guardianes de los intereses terratenientes. Fue tesorero de la ultraconservadora Acción Coordinadora de las Instituciones Empresarias Libres (ACIEL), donde construyó fuertes vínculos con los representantes más notorios del establishment económico y financiero, incluido el propio Martínez de Hoz. Fue presidente de la Comisión Coordinadora de Entidades Agropecuarias, entidad que aglutinaba a las principales organizaciones agrícolas. Y finalmente, en septiembre de 1975, fue nombrado secretario-director de la poderosa Sociedad Rural Argentina, cargo que lo catapultó al gabinete de Videla.
Gonzalo Álvarez Guerrero y Soledad Ferrari

Desde esa función participó activamente junto a José Alfredo Martínez de Hoz en la desestabilización del gobierno de la presidente María Estela Martínez de Perón y en el golpe de Estado que la derrocó del 24 de marzo de 1976, que dio origen a la dictadura militar llamada Proceso de Reorganización Nacional (1976-1983).
En el transcurso del gobierno militar actuó primero como subsecretario de Agricultura de la Nación (1976-1979) y luego como secretario de Agricultura y Ganadería (1979-1981). Simultáneamente se desempeñó como presidente de la Junta Nacional de Granos.
La joven estudiante Lidia Amigo fue secuestrada por los militares en la Facultad de Arquitectura de la Universidad de La Plata el 21 de diciembre de 1976. Su padre era Alberto Amigo, quien había sido subsecretario de Agricultura de la Nación hasta el golpe de Estado de 1976, en que fue reemplazado por Zorreguieta. Alberto Amigo le pidió ayuda o información a Zorreguieta, pero este no hizo nada.

### Actividades en democracia
Zorreguieta fue miembro del IPC (International Policy Council for Agriculture, Food and Trade: Consejo de Políticas Internacionales para la Agricultura, la Alimentación y el Comercio), con sede en Washington D. C. (Estados Unidos), que tiene la función de debatir las políticas agrarias y comerciales del mundo.
En 2008, Jorge Zorreguieta era presidente del Centro Azucarero Argentino (CAA), de COPAL (Coordinadora de la Industria de Productos Alimenticios) y de la Fundación Vasco-Argentina Juan de Garay, en Buenos Aires.
En 2009, el Congreso de la Nación Argentina a instancias de congresales del kirchnerismo le retiró su jubilación de privilegio de 1650 dólares (4.420 pesos al cambio de ese momento) mensuales, debido a su colaboración con la última dictadura cívico-militar argentina (1976-1983).

### Fallecimiento
El empresario y político Jorge Horacio Zorreguieta hacía cerca de veinte años que batallaba contra un linfoma no Hodgkin y finalmente falleció en la Ciudad Autónoma de Buenos Aires el 8 de agosto de 2017.

## Matrimonios y descendencia
Tuvo tres hijas: María, Ángeles y Dolores de un primer matrimonio con la escritora y filósofa Marta López Gil.
Después contrajo matrimonio con María del Carmen Cerruti, con quien vivió en Barrio Norte,  ciudad de Buenos Aires. Tuvieron cuatro hijos: Máxima de los Países Bajos (1971), Martín (1972), Juan (1982) e Inés (1984-2018).

## Investigaciones
El historiador Michiel Baud, quien realizó un informe (publicado como El padre de la novia) sobre Zorreguieta a pedido del gobierno neerlandés, opina sobre él:

Hice un informe sobre la tarea pública del señor Zorreguieta, enfocándome en el contexto de su trabajo, la posibilidad de que supiera de violaciones a los derechos humanos y si había tomado parte activa en eso en el período entre 1976 y 1981. [...] El señor Zorreguieta tuvo una posición alta. No podía ignorar lo que ocurría en el país. En posiciones altas, callarse es cada vez menos aceptable. Por la responsabilidad y el cargo que tenía.

A raíz de esa participación en la dictadura de Videla, se le negó la invitación al casamiento de su hija y la entrada a los Países Bajos.